# Rosinha de Valença
Maria Rosa Canelas (Valença, 1941 – id., 2004), plus connue comme Rosinha de Valença, est une compositrice, arrangeuse et musicienne brésilienne. Elle est considérée comme l'une des meilleures joueuses de guitare acoustique de la musique brésilienne et a collaboré avec de nombreux artistes célèbres tels que Baden Powell, Sérgio Mendes, Sylvia Telles and Sivuca.

## Biographie

### Jeunesse et débuts
Maria Rosa Canelas naît le 30 juillet 1941 à Valença, dans l'État de Rio de Janeiro, au sud-est du Brésil.
Elle s'intéresse à la guitare acoustique dès son enfance, après avoir vu son frère en jouer. Elle apprend à en jouer par elle-même en écoutant la radio. Dès l'âge de douze ans, elle joue avec plusieurs artistes de sa ville, dans des bars et sur Radio Valença. En 1960, elle arrête ses études pour se consacrer à sa carrière musicale.
Les premières années sont difficiles, elle ne trouve pas le succès, et sa famille ne la soutient pas dans sa voie professionnelle.

### Carrière à Rio de Janeiro
En 1963, Maria Rosa Canelas déménage à Rio de Janeiro. Elle rencontre Sérgio Porto (pt), un journaliste local ; c'est lui qui crée son nom de scène, Rosinha de Valença, la décrivant comme jouant pour sa ville. Il lui présente Baden Powell et Aloysio de Oliveira, un producteur de Gravadora Elenco. Powell commence à jouer avec elle à la manière brésilienne, c'est-à-dire en jouant du violão. Oliveira apprécie sa façon de jouer et l'invite à enregistrer un album : intitulé Apresentando Rosinha de Valença, il sort la même année. Elle est ensuite invitée à jouer pendant huit mois dans la boîte de nuit Bottle et à se produire à la télévision et à la radio.
L'année suivante, Rosinha de Valença prend part au grand spectacle O Fino da Bossa, qui se tient au Teatro Paramount (pt) de São Paulo. Elle joue aussi avec Nara Leão et Quarteto em Cy. Cette même année, elle voyage aux États-Unis pour jouer avec Sérgio Mendes and Brasil '65. Pendant cette tournée de huit mois, Valença enregistre deux albums avec Mendes et son groupe.

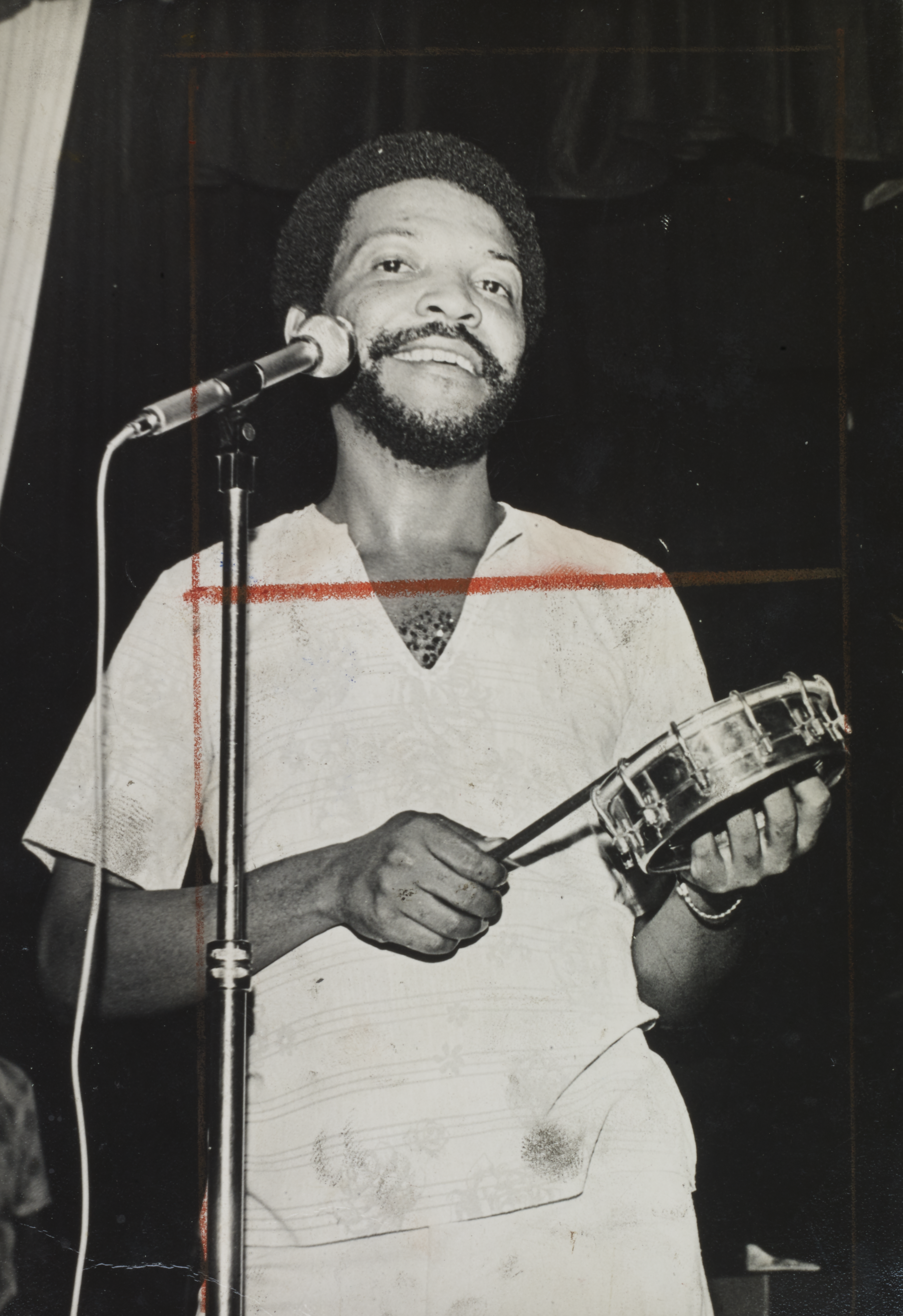
Martinho da Vila en 1973.

En 1965, Valença voyage en Europe comme artiste solo accompagnée d'un groupe de musiciens brésiliens. Ils jouent dans 24 pays d'Europe ainsi qu'au Japon. En 1968, elle voyage à nouveau pour une tournée qui s'achève en 1971 au Brésil. Pendant ces années, elle visite l'URSS, Israël, la Suisse, l'Italie, le Portugal et quelques pays africains. Elle joue aussi avec Stan Getz, Sarah Vaughan et Henry Mancini.
De retour au Brésil, elle joue avec Martinho da Vila, contribuant à quatre de ses albums. En 1974, après une nouvelle tournée mondiale, Rosinha de Valença crée son propre groupe composé d'artistes réputés tels que João Donato, Copinha (pt), Dona Ivone Lara et Miúcha,. En 1977, elle se produit avec Sivuca et enregistre un album live avec lui intitulé Sivuca e Rosinha de Valença ao vivo. Elle enregistre un autre album notable avec Waltel Branco (pt), Violões em dois estilos, sorti en 1980.

### Fin de carrière prématurée
La carrière de Rosinha da Valença s'arrête brutalement en 1992 à la suite de problèmes de santé : son cerveau souffre de graves séquelles d'une attaque cardiaque.
Elle meurt d'insuffisance respiratoire en 2004, dans sa ville de naissance, après douze ans passés dans un état végétatif.

## Hommages et reconnaissance
En 2000, Valença est honorée d'un concert caritatif organisé par Jalusa Barcellos, membre du ministère de la culture et présenté par Sérgio Cabral. L'événement est appelé « Uma noite para Rosinha » (Une nuit pour Rosinha) et voit la participation de Beth Carvalho, Dona Ivone Lara, Francis Hime, Olívia Hime (pt), João Nogueira, Joyce Moreno, Leci Brandão, Miúcha, MPB-4, Paulinho da Viola et Quarteto em Cy, notamment.
Après sa mort, Maria Bethânia coproduit avec Miúcha l'album Namorando a Rosa. Plusieurs amis et artistes de Valença y participent : Martinho da Vila, Dona Ivone Lara, Alcione, Miúcha, Caetano Veloso, Chico Buarque, Joanna, Bebel Gilberto, Hermeto Pascoal, Turibio Santos et Yamandu Costa. Chaque artiste a enregistré une chanson composée par Rosinha da Valença et rappelle sa relation avec la guitariste,.
De nombreuses chansons composées par Rosinha da Valença ont été reprises par des artistes brésiliens renommés tels que Martinho da Vila, Joanna, Zezé Motta, Ruy Maurity (pt), Tito Madi, Nana Caymmi (pt), César Camargo Mariano, Wanderléa, Leci Brandão, Maria Bethânia et Paulinho Nogueira.

## Discographie

### Albums studio
- 1964 : Apresentando Rosinha de Valença (Elenco)
- 1970 : Rosinha de Valença apresenta Ipanema Beat (RCA Victor)
- 1971 : Um violão em primeiro plano (RCA/BMG)
- 1973 : Rosinha de Valença (Som Livre)
- 1976 : Cheiro de Mato' (Odeon)
- 1980 : Violões em dois estilos (Som Livre, avec Waltel Branco)
- 1990 : Rosinha de Valença & Flavio Faria (Iris Music, avec Toots Thielemans)

### Albums live
- 1966 : Rosinha de Valença ao vivo (Forma)
- 1975 : Rosinha de Valença e banda ao vivo (Odeon)
- 1977 : Sivuca e Rosinha de Valença ao vivo (RCA Pure Gold, avec Sivuca)

### Comme contributrice
- 1965 : Bud Shank & His Brazilian Friends, de Bud Shank, avec João Donato
- 1965 : Brasil 65 (Capitol), de Wanda de Sah, avec Sérgio Mendes Trio
- 1965 : In person at El Matador (Atlantic/Fermata), de Sérgio Mendes et Brasil '65